# 堪圩乡
堪圩乡，是中华人民共和国广西壮族自治区崇左市大新县下辖的一个乡镇级行政单位。

## 行政区划
堪圩乡下辖以下地区：
堪圩社区、民六村、芦山村、拔浪村、民智村、明仕村和谨汤村。